# Artur Kapp
Artur Iosifovich (Joosepovich) Kapp (født 28. februar 1878 i Suure-Jaani i Estland, død 14. januar 1952) var en estisk komponist, organist, dirigent, lærer og rektor.
Kapp studerede komposition og orgel på Musikkonservatoriet i Sankt Petersborg hos Nikolaj Rimskij-Korsakov og Anatolij Ljadov.
Han var dirigent på det Estiske Teater, og lærer i komposition, senere rektor på Musikkonservatoriet i Tallinn.
Kapp har skrevet 5 symfonier, orkesterværker, kammermusik, korværker, koncerter og solosange etc.
Han er far til komponisten Eugen Kapp, og onkel til Villem Kapp.

## Liv og gerning
Han er født i Suure-Jaani i Estland, dengang en del af Livland guvernement som søn af Joosep Kapp, som også var en klassisk trænet musiker.
Han begyndte sin musikalske karriere at studere orgel på Sankt Petersborg Konservatorium som studerende både hos Louis Homilius og komposition med Nikolaj Rimskij-Korsakov i 1891. Han tog eksamen fra konservatoriet i 1900 som komponist.
Fra 1900 til 1904 arbejdede han i Sankt Petersborg som korleder og musiklærer sideløbende med, at han gav orgelkoncerter i Moskva, Estland og Finland. Fra 1904 til 1920 arbejdede han som musikleder og musikskoledirektør i den russiske by Astrakhans russiske musikselskab. Han arrangerede og dirigerede symfonikoncerter og operaopførelser og virkede som organist og pianist I 1920 vendte han tilbage til Estland. En kort tid virkede han som dirigent ved Estonia teater for der efter at virke som professor og dirigent ved Tallinn Musikkonservatorium, hvor han blandt sine elever talte sådanne fremtidige bemærkelsesværdige estiske komponister som Evald Aav, Edgar Arro, Gustav Ernesaks, V. Reimann, Riho Päts, Helen Tobias-Duesberg og Enn Vork.
Han er sammen med Rudolf Tobias (1873-1918) generelt anset for at være en af grundlæggerne af estisk symfonisk musik.
Hans søn Eugen Kapp (1908-1996) og nevøen Villem Kapp (1913-1964) blev også bemærkelsesværdige komponister, idet de begge havde studeret ved Tallinn Musikkonservatorium under ledelse af den ældre Kapp.
Nogle af Kapps mest vedvarende værker er 1899-ouverturen Don Carlos og 1900 kantaten Paradiis ja Peri ("Paradise og Peri"), som begge er store arbejder, der fremhæver orgelet. Han er måske bedst husket for sit oratorium Hiiob ("Job") og Metsateel ("På skovvejen"), et stykke for solostemme. Kapps arbejder er talrige og varierede og dækker mange klassiske genrer. Han skrev 5 symfonier, 5 koncerter, overturer og 4 orkester-suiter, ud over ovenstående.
Efter den sovjetiske invasion af Estland under Anden Verdenskrig blev Kapp tvunget til at fratræde sin stilling som komponist og trække sig tilbage til Suure-Jaani som pensionist. Han døde der i 1952 i en alder af 73 år. Hans professionelle karriere spænder over mere end fem årtier. Hans sidste to store værker var overturen "Til partiet" fra 1947, Symfoni nr. 4 (Ungdomssymfonien, skrevet til 30-årsdagen for Sovjetunionens ungdomsforbund i 1948) og symfoni (kantate-symfoni) nr. 5 (Fredssymfonien, 1951).

## Hædersbevisninger
I 1998 blev den årlige Suure-Jaani Musik Dags-festival oprettet for at fejre Artur Kapps musikalske arv, såvel som hans sønner og medkomponist Mart Saar (1882-1963), som også var fra området. Festivalen arrangeres af Eesti Kontsert i forbindelse med byen Suure-Jaani og det Internationale Artur Kapp Selskab. Steder for koncertarrangementer omfatter lutherske og ortodokse kirker, Kappide Museum og sangfestival-scenen.

## Værker
- Koncertrapsodi - for klaver og orkester
- Don Carlos (åbning 1899)
- Paradiis ja Peri ("Paradis og Peri", kantate 1900)
- Päikesele ("Til solen", kantate 1910 skrevet til Estonia teaters åbning)
- Hauad (symfonisk præludium, 1917)
- Ärka, rahvas ("Vågn, folk", kantate 1919)
- Hiiob ("Job", oratorium 1930)
- Saatus ("Skæbne", 1939)
- cellokoncert (1946)
- Avamäng peole ("Åbningsspil til festen", 1947)
- symphoni Nr. 4, (Noortesüumfoonia, "Ungdomssymfoni" 1948)
- Rahusümfoonia ("Fredssymfoni", 1951)
- Sénérade triste (orkesterværk)
- trio for violin, cello og orgel

### Orgelmusik
- Orgelsonate Nr. 1 f-moll (Eres 2748)
- Fantasie über den choral "Wie schön leucht' uns der Morgenstern" (Eres 2751)
- Toccata (Eres 2749)

### Sange
- Metsateel ("På skovvejen")
- Sa oled mu südame suvi ("Du er mit hjertes sommer")
- Palumine ("Bøn")